# Чильба
Чильба — село в Ульчском районе Хабаровского края. Входит в состав Де-Кастринского сельского поселения.

## Население
| 1992 | 2002 | 2010 | 2011 | 2012 | 2021 |
| ---- | ---- | ---- | ---- | ---- | ---- |
| 186  | ↘76  | ↘38  | →38  | ↘34  | ↘16  |